# Severn River (Dumaresq River)
Der Severn River ist ein kleiner Fluss im australischen Bundesstaat Queensland.

## Verlauf
Er entspringt bei Stanthorpe, fließt nach Südwesten durch den Sundown-Nationalpark und mündet nördlich von Mole River in den Dumaresq River, der seinerseits ein Nebenfluss des Macintyre River ist. Oft gilt der Servern River als die am weitesten von der Mündung entfernte Quelle des Darling River.
Der Severn River ist einer der Border Rivers und hat nichts mit seinem Namensvetter in New South Wales zu tun, der direkt in den Macintyre River mündet.

## Flora
Entlang des Flusses finden sich eine besondere Eukalyptus- (River Red Gums), Allocasuarina- (She-Oaks), Myrtenheiden- und Zylinderputzerarten.